# Кулешово (Гомельская область)
Кулешово (бел. Куляшова) — посёлок в Кошелёвском сельсовете Буда-Кошелёвского района Гомельской области Белоруссии.
На западе граничит с лесом.

## География

### Расположение
В 3 км на север от районного центра и железнодорожной станции Буда-Кошелёвская (на линии Жлобин — Гомель), 51 км от Гомеля.

## Транспортная сеть
Транспортные связи по просёлочной, затем автодорогах, которые отходят от Буда-Кошелёво. Планировка состоит из прямолинейной широтной улицы, застроенной двусторонне деревянными домами усадебного типа.

## История
Основан в начале 1920-х годов на бывших помещичьих землях переселенцами с соседних деревень. В 1929 году жители посёлка вступили в колхоз. Во время Великой Отечественной войны оккупанты сожгли 14 дворов, 8 жителей деревни погибли на фронте. В 1959 году в составе совхоза «Шарибовский» (центр — деревня Шарибовка).

## Население

### Численность
- 2004 год — 16 хозяйств, 23 жителя.

### Динамика
- 1940 год — 19 дворов, 87 жителей.
- 1959 год — 195 жителей (согласно переписи).
- 2004 год — 16 хозяйств, 23 жителя.